# پیتراپائولا
پیتراپائولا (به ایتالیایی: Pietrapaola) یک کومونه در ایتالیا است که در استان کزنتزا واقع شده‌است. پیتراپائولا ۵۲ کیلومتر مربع مساحت و ۱٬۲۳۲ نفر جمعیت دارد.

## خواهرخوانده
شهر واراشتاین خواهرخواندهٔ پیتراپائولا هست.